# راندي كويد
راندي كويد (بالإنجليزية: Randy Quaid)‏ مواليد 1 أكتوبر 1950 في هيوستن، هو ممثل أمريكي بدأ مسيرته الفنية عام 1971. كما أنه من الفائزين بجائزة غولدن غلوب.

## الأعمال
- آخر عرض صور
- قطار منتصف الليل
- أيام الرعد
- جبل بروكباك
- ساترداي نايت لايف
- فئران ورجال
- دجاج كنتاكي
- رن وستمبي
- نيويورك بوست

## وصلات خارجية
- راندي كويد على موقع IMDb (الإنجليزية)
- راندي كويد على موقع روتن توميتوز (الإنجليزية)
- راندي كويد على موقع قاعدة بيانات الأفلام العربية
- راندي كويد على موقع ألو سيني (الفرنسية)
- راندي كويد على موقع ميوزك برينز (الإنجليزية)
- راندي كويد على موقع تيرنر كلاسيك موفيز (الإنجليزية)
- راندي كويد على موقع أول موفي (الإنجليزية)
- راندي كويد على موقع بوكس أوفيس موجو (الإنجليزية)
- راندي كويد على موقع قاعدة بيانات الأفلام السويدية (السويدية)
- راندي كويد على موقع إن إن دي بي (الإنجليزية)